# Norrlands inland

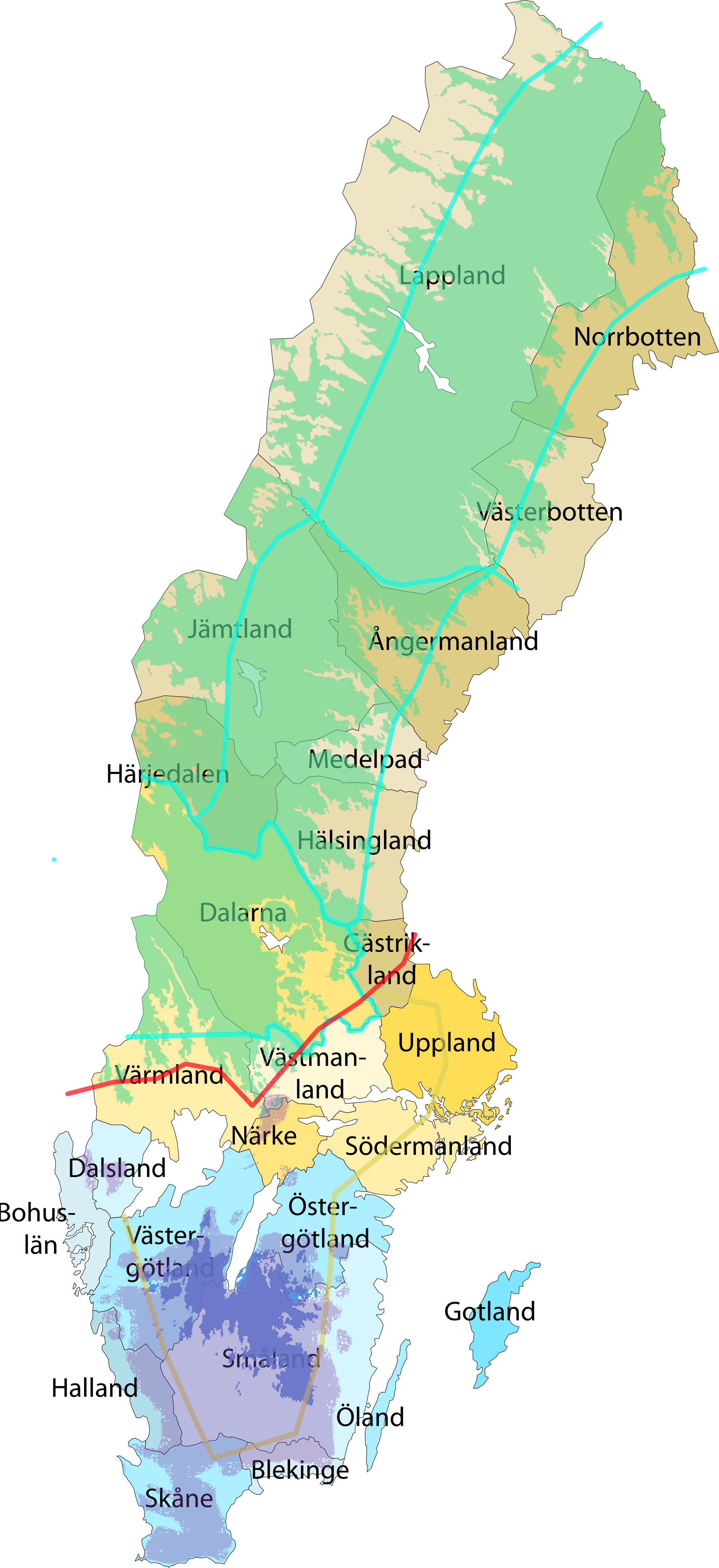
Sveriges inland. Grönt fält ekoregionen Norrlands inland, gröna linjer markerar gränserna för prognosdistrikten Norra Norrlands inland, Södra Norrlands inland samt Nordvästra Svealand. Rött markerar Limes Norrlandicus. Gult markerar 5 mil från kusten. Lila är Högsta kustlinjen i söder, mörkt lila är Sydsvenska höglandet.

Norrlands inland är en ekoregion som omfattar det inre av norra och södra Norrland, stora delar av Dalarna, samt mindre delar av Värmland och Västmanland. Meteorologiskt skiljer SMHI på prognosdistrikten Södra Norrlands inland och Norra Norrlands inland.
I Norrlands inland bor knappt 500 000 invånare på drygt 185 000 km2, vilket innebär knappt 3 invånare/km2.

## Ekoregionens definition
Norrlands inland avgränsas i väst av att vara under trädgränsen och i öst av att vara över högsta kustlinjen. Därmed ligger Norrlands inland över 200 meter över havet. I söder avgränsas inlandet av biologiska norrlandsgränsen (Limes Norrlandicus) och i norr av gränsen mot Finland.

### Klimat och naturgeografi
Ekoregioner täcker relativt stora land- eller vattenområden och innehåller kännetecknande, geografiska samlingar av naturliga växt- och djursamhällen och sammansättningen av arter i dessa. Biodiversiteten hos floran, faunan och ekosystemen som kännetecknar en ekoregion tenderar att urskilja sig från andra ekoregioner. I huvudsak är det den nordligaste halvan av Skandinavien som har subarktiskt klimat, men även något mera sydliga inlandsområden, som Dalarna, har subarktiskt klimat. 
Norrlands inland var det sista området i Europa som blev fritt från inlandsisen. Därmed också den del som sist blev tillgängligt för kolonisation, de äldsta spåren efter människor är cirka 10 600 år gamla (runt Pajala och Arjeplog).
Större delen av Norrlands, inklusive dess inlands, yta upptas av morän, som möjliggör mindre diversifierad odling än södra Sverige. Moränen är vanligen moig och sandig, och sådana marker domineras av tallskog. Granskog dominerar Jämtlands kalkrika morän, liksom den brutna terrängen i Medelpad. I de vidsträckta granitområdena i det inre av Norrland är stenblocksfrekvensen hög, och denna terräng har bara undantagsvis odlats. Inlandet tillhör i huvudsak odlingszon VI och VII.

## Meteorologisk definition
Meteorologiskt är inlandet det område som har inlandsklimat, det område som ligger så långt från kusten att det inte påverkas av sjöbrisen under sommaren. SMHI har delat in landet i 19 olika prognosdistrikt. Enligt gränserna för dessa börjar Södra Norrlands inland och Norra Norrlands inland ungefär 4–5 mil från kusten. Räknas prognosdistriktet Nordvästra Svealand in, överensstämmer den meteorologiska definitionen väl med ekoregionerna.

## Södra och mellersta Sveriges inland
I dagligt tal avses med inlandet oftast någon av definitionerna av Norrlands inland. 
Men sett till klimat och naturgeografi är allt land över högsta kustlinjen och 4–5 mil från kust eller större sjöar att betrakta som inland. Frånsett de delar av Västergötlands, Smålands och Östergötlands inland som ligger på Sydsvenska höglandet är det bara Norrlands inland som ligger över 200 m ö.h. Förutom ovanstående, anses även delar av Uppland , Skåne och i viss mån Södermanland vara inland.

## Kulturmiljö
Inlandet väster om högsta kustlinjen har aldrig varit täckt av hav och större insjöar och saknar därför de finkorniga sedimentjordarter som är mest lämpade för jordbruk. 
Under järnåldern var det renskötsel som dominerade i norra inlandet, medan södra inlandet var ett jakt- och fångstsamhälle där pälshandel bedrevs längs med norrländska älvar för leverans främst till Mälardalen och vidare till kontinenten. Visst välstånd uppstod på norrländska handelsplatser till följd av att omfattande mängder järn utvanns ur de många myrmarkerna och järnrika sjöarna i Södra Norrlands inland. Viss bondekultur fanns i mellersta Norrland mellan Ödmården och nuvarande Nordmaling och Östersund.
Jordbruket nådde inte landsdelen förrän under yngre bronsålder, och dess kärva förutsättningar har bidragit till att inlandet än idag är glesbefolkat. 

### Koloniseringen av Norrlands inland
Även om de äldsta boplatserna i Norrland funnits i bland annat Arjeplog (och Pajala) och mycket tyder på tidiga influenser från öst och norr och väst (bland annat hällmålningar och Kalvträskskidan) har det i modern tid varit från kusten och inåt som Norrland kristnats och koloniserats. Detta bortsett från den bördiga Storsjöbygden som sedan järnåldern haft umgänge med dagens Norge.
Den medeltida Norrstigen, föregångaren till E4, var mestadels en kustridväg mellan Stockholm och Torneå. Och det var också längs Hälsinglandskusten som kungsgårdar anlades under medeltiden. Men medan den svenska kronan redan under 1300-talet hade tagit kontrollen över norra Norrlands kustland gällde detsamma inte inlandet. 
Det var längs Norrlandskusten de första städerna tillkom. Efter Gävle fick Hudiksvall och Härnösand stadsrättigheter på 1580-talet. Platser i inlandet som Lycksele, Arvidsjaur, Jokkmokk, Åsele och Arjeplog var från början kyrkplatser från 1600-talet. 
Det bottniska handelstvånget togs bort 1765 och under 1800-talet upplevde kuststäderna tillsammans med resten av Norrland en stark tillväxt tack vare skogsnäringen. Sveriges industrialisering kan anses ha startat med sågverken i Norrland, där ångdrivna sågar började anläggas längs norrlandskusten 1849.

#### Nybyggarland
Redan på 1600-talet hade silvermalm upptäckts på Nasafjället i Pite lappmark. Rikskanslern Axel Oxenstierna satte stora förhoppningar till att en gruvsatsning i Lappland skulle bli räddningen för Sverige. Oxenstiernas syn på Lappland, inlandet och glesbygden anses sedan av många dess ha blivit vägledande: ”I Norrland, hava vi ett Indien inom våra gränser, bara vi rätt förstå att utnyttja det.”

I mitten på 1700-talet utfärdade staten Lappmarksreglementet för att med skattefrihet värva ännu fler kolonisatörer till lappmarken. Mellan 1750 och 1890 insynades drygt hundra nybyggen bara i Vilhelmina kommun.
Det uppstod konflikter mellan nybyggarna och samerna om fiskerätt och betesmarker. Herman Lindqvist skriver att ”Nybyggarna fick hela den mäktiga staten på sin sida, i alla konflikter gav domstolen eller länsstyrelsen nybyggarna rätt, eftersom de var fast bosatta och odlade marken."  Men den stora konflikten låg mellan nybyggarna, markens förutsättningar och överhetens krav på resultat. Sara Lidman är en av de norrlandsförfattare som skildrat detta. Hennes stora verk om 1800- och 1900-talets modernisering och kolonisering av Norrlands inland är de sju romaner som senare fick samlingsnamnet Jernbanan. Men redan i Hjortronlandet från 1955 beskriver hon hur kronotorparen Nordmark tar till orda mot Överheten:
”…vi hungrade redan i fosterstadiet, våra förfäder var alla hungriga i alla sina livsdagar. Ni kan packa i oss en säck med råg för varje ryggkota – det kan inte mätta den ärvda hungern.”

#### Linnés inlandsresa
Inför sin Lapplandsresa 1732 hade Carl von Linné planerat att göra en resa till inlandet och Norge. Från Umeå reste han först till Lycksele för att senare ämna sig mot Sorsele, men fick vända vid Lycksmyran utanför Gunnarn (fd Bastuträsk, Storuman) på grund av de svåra förhållandena. Linné skriver i sin dagbok om inlandet att inte ens prästen hade kunnat beskriva helvetet värre:
”Sedan vij sökt den nya lappen [dvs. den nye följeslagaren] allestädes frustra [förgäves], satte vij oss nider sedan kl. var 6 om morgonen, vrida våra våta kläder och torkade vår kropp, fast kalla nordan vädret skadade oss så mycket på ena sidan, som elden brände på andra, och myggen stucko ad latera [på sidorna]. [...] aldrig kan Presten så beskrifva hälfvete, som detta är eij värre. Aldrig har poeterna kunat af måhla Styx så fult, där detta eij är fulare” (2/6).

## Alternativa indelningar
- Skogslänen är riksområdet Norra Sverige (SE3).
- Prisområde V är ett av de fem områden för skogspriser som tillämpas av enheten för fastighetsuppdrag på Lantmäteriverket. Det utgörs av Jämtlands län och landskapet Lappland.
- Inlandskommunerna är en förening som består av 22 kommuner.
- Lappmarksgränsen var gränsen mellan Lappmarken och nedre landet, de gamla kustlandskapen.
- Norra periferin är ett av EU:s transnationella Interreg-program, och förutom de fyra nordligaste länen i Sverige även hela eller delar av Färöarna, Island, Grönland och Norge.
- Det norrländska dikningsanslaget gick i början på 1900-talet till de fyra nordligaste länen (det vill säga Norrbottens län, Västerbottens län, Västernorrlands län och Jämtlands län).